# Younès Kaboul
Younès Kaboul (* 4. Januar 1986 in Saint-Julien-en-Genevois, Département Haute-Savoie) ist ein französischer ehemaliger Fußballspieler marokkanischer Herkunft. Er agierte zumeist im zentralen Mittelfeld oder in der Verteidigung.

## Karriere

### Verein

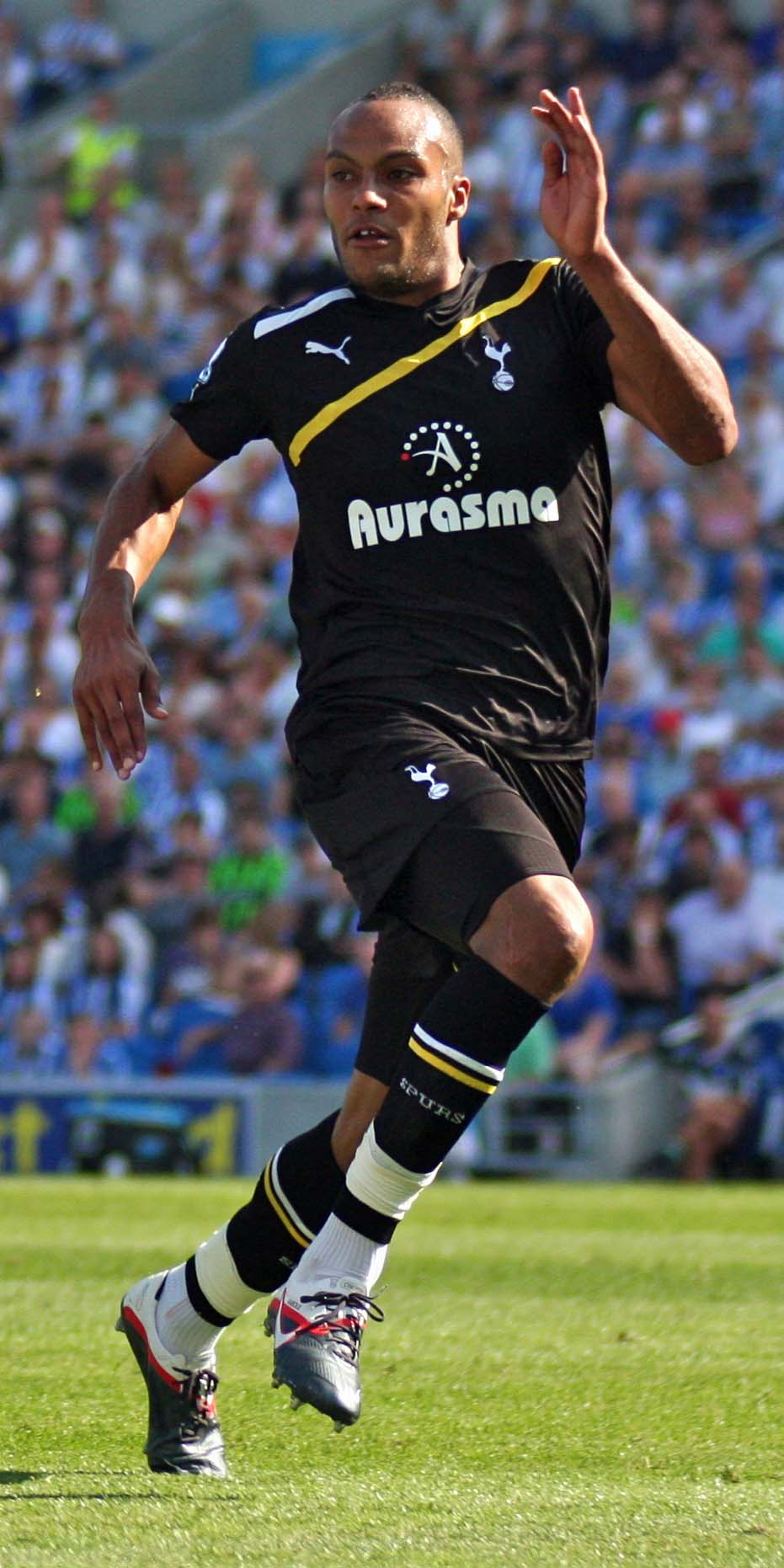
Younes Kaboul, 2011

Kaboul begann seine Karriere bei Auxerre und spielte dort seit seinem 19. Lebensjahr regelmäßig. Er gewann die Coupe de France im Jahr 2005 und sammelte erste Erfahrung im UEFA-Pokal. Während seiner Zeit bei Auxerre war er in den U-19- und U-21-Mannschaften Frankreichs aktiv. Kaboul wechselte am 5. Juli 2007 für ca. 7 Millionen Pfund zu Tottenham Hotspur. Sein erstes Spiel für den englischen Verein machte er in einer Freundschaftspartie gegen St Patrick's Athletic FC am 12. Juli. Sein erstes Tor in der Premier League schoss er gegen den FC Fulham. Kurz darauf folgte das erste Tor beim 6:1-Sieg für Tottenham auf europäischer Ebene. Nach zahlreichen Fehlern saß Kaboul bis zum Frühjahr 2008 auf der Bank.
Zur Saison 2008/2009 wechselte er zum FC Portsmouth und erhielt dort einen Vertrag bis 2012.
Dort blieb er bis 2010, absolvierte 39 Spiele und schoss vier Tore.
Im Januar 2010 wechselte er wieder zurück zu den Spurs.
Zur Saison 2015/16 wechselte Kaboul zum AFC Sunderland.

### Nationalmannschaft
Kaboul könnte wegen seiner Herkunft entweder für Frankreich oder Marokko spielen, trat aber schon in der französischen U-21 als Kapitän an. Er entschied sich allerdings im August 2009 für die Nationalmannschaft Marokkos aufzulaufen. Sein Debüt sollte er am 12. August 2009 in einem Freundschaftsspiel gegen die DR Congo bestreiten, was er aber ablehnte, um sich auf seinen Verein zu konzentrieren. Im November 2010 hat ihn dann jedoch Frankreichs Nationaltrainer Laurent Blanc anlässlich des Freundschaftsspiels gegen England im Wembley-Stadion für das Aufgebot der Bleus nominiert; zum Einsatz kam Younès Kaboul aber erst auf der „Osteuropa-Tournee“ der Bleus Anfang Juni 2011, wo er gegen die Ukraine und Polen sogar jeweils in der Anfangsformation stand.

## Titel und Erfolge
Auxerre
- Coupe de France 2005

Tottenham Hotspur
- Carling Cup 2008

Frankreich
- U-19 Europameister 2005